# Maledivská rupie
Zákonným platidlem jihoasijského ostrovního státu Maledivy je rufiyaa. Toto slovo vychází ze sanskrtského slova rupya. V češtině se pro maledivskou měnu můžeme použít též slovo „rupie“, což je stejný název pro několik měn v jižní a jihovýchodní Asii.
ISO kód zdejší měny je MVR. Jedna setina rupie se nazývá laari. Maledivská rupie je pevně navázána na americký dolar v poměru 1 USD = 12,8 MVR. 

## Historie maledivské měny
Ve středověku se zde platilo měnami arabského, středovýchodního i dálněvýchodního monetárního systému. Během britské koloniální nadvlády se krátké časové období (1900–1912) razily specifické maledivské mince. Po zbytek koloniální období se zde platilo britskou librou a cejlonskou rupií. V roce 1947 byla zavedena maledivská rupie.

## Mince a bankovky
Současné maledivské mince v oběhu mají nominální hodnoty 1, 5, 10, 25, 50 laari, 1, 2 rupie. Mince menších hodnot se však pro svoji nízkou kupní hodnotu již téměř nepoužívají. Bankovky mají hodnoty 5, 10, 20, 50, 100, 500 a 1000 rupií. 
|                          |  |
| Bankovky 5, 10, 20 rupií |  |

|                        |  |
| Bankovky 50, 100 rupií |  |